# Dipartimento di Molinos
Molinos è un dipartimento argentino, situato nella parte sud-occidentale della provincia di Salta, con capoluogo Molinos.
Esso confina a nord con il dipartimento di Cachi, a est con quello di San Carlos, a sud e a ovest con la provincia di Catamarca, e ancora ad ovest con il dipartimento di Los Andes.
Secondo il censimento del 2010, su un territorio di 3.600 km², la popolazione ammontava a 5.652 abitanti, con un aumento demografico del 1,6% rispetto al censimento del 2001.
Il dipartimento, nel 2001, è suddiviso in 2 comuni (municipios):
- Molinos
- Seclantás